# Dustlik Tashkent
Dustlik Tashkent é um clube de futebol do Uzbequistão. Disputa o Campeonato nacional do país, do qual foi campeão em 1999 e em 2000. Foi extinto em 2009.

## História
O clube foi fundado em 1962 e dissolvido em 2003.

## Títulos
- Campeonato Uzbeque de Futebol:
  - 1999, 2000